# Tryphoema riedli
Tryphoema riedli är en kräftdjursart som beskrevs av Coull 1971. Tryphoema riedli ingår i släktet Tryphoema och familjen Rhizothricidae. Inga underarter finns listade i Catalogue of Life.